# マスグレーヴ山脈

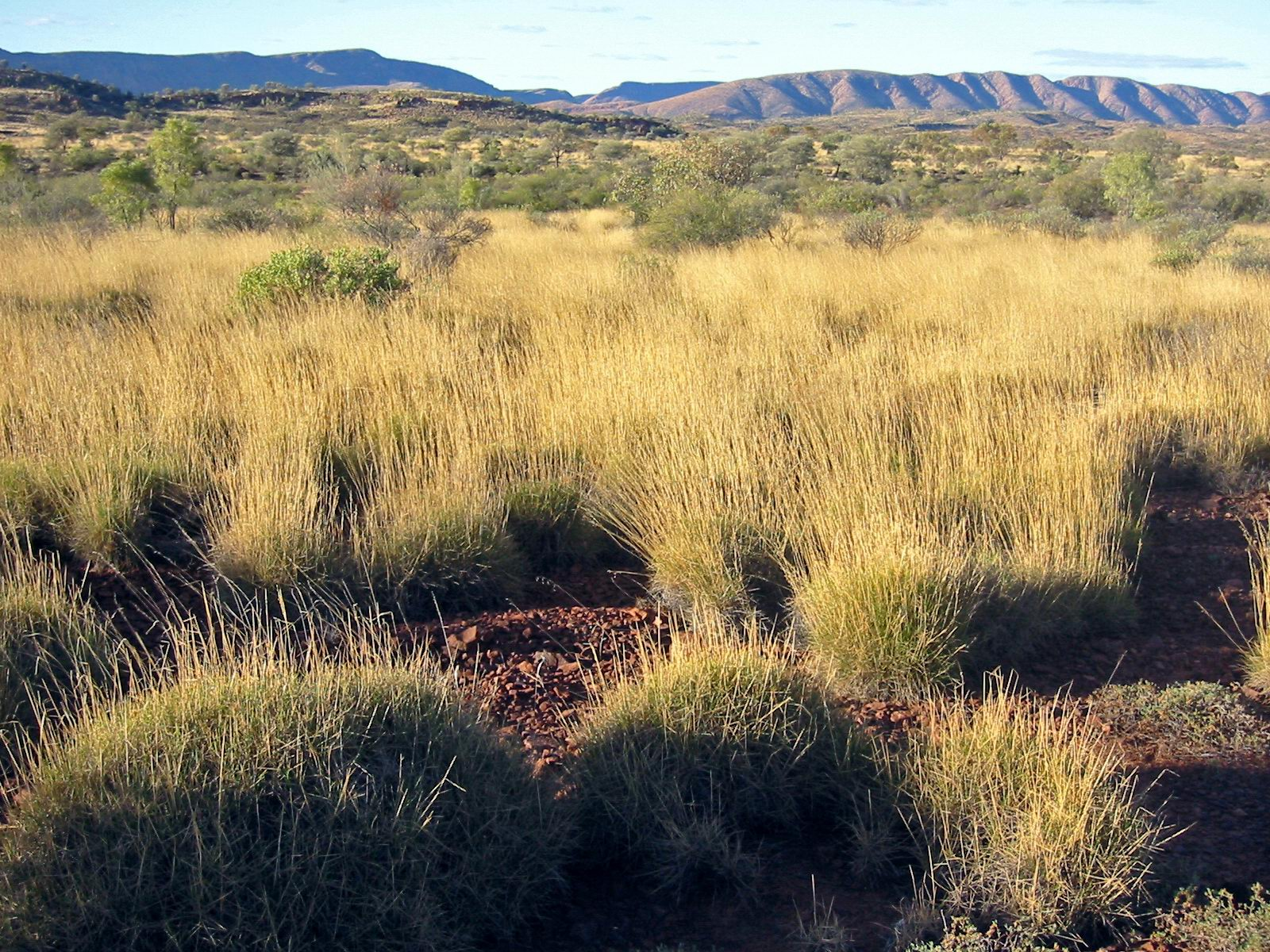
マスグレーヴ山脈

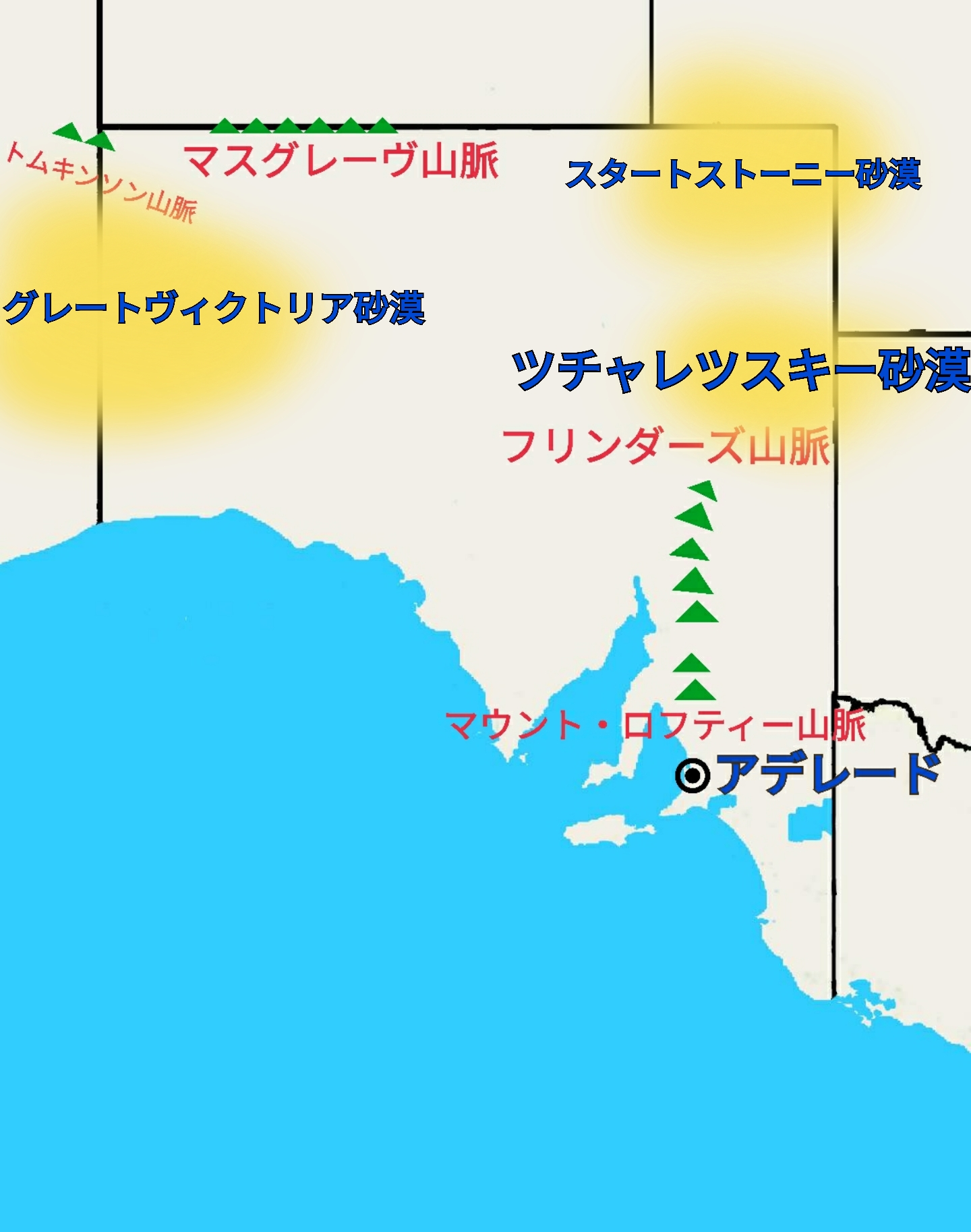
マスグレーヴ山脈の場所 (地図左上)

マスグレーヴ山脈 (英語:Musgrave Ranges)はオーストラリアサウスオーストラリア州のアボリジニ保護地区であるアナング＝ピチャンチャチャラ＝ヤンクニチャチャラとノーザンテリトリーのマクドネル地域に跨る山脈である。西オーストラリア州まで広がっており、南のグレートヴィクトリア砂漠と北のギブソン砂漠に挟まれている。全長210キロメートル (130 mi)で1,100メートル (3,600 ft)以上の峰々が沢山あり、マスグレーヴ山脈で一番標高の高い山はウッドロフ山で1,435メートル (4,708 ft)である。

## 居住者
マスグレーヴ山脈には元々アボリジニであるヤンクニチャチャラ族が居住していた。イギリスの探検家、ウィリアム・クリスティー・ゴスと彼の探検隊は1873年にウルル頂上からマスグレーヴ山脈を観望し、1870年代に白人で初めてマスグレーヴ山脈一帯を訪れた彼らは、この山脈を南オーストラリア州総督のアンソニー・マスグレーヴ総督の名に因んでマスグレーヴ山脈と名付けた。
20世紀初頭ヤンクニチャチャラ族は東に移住し、代わりにピチャンチャチャラ族が西からマスグレーヴ山脈に移住してきた。今日、大多数のアマタとカルティティの集団はピチャンチャチャラ族であると確認されている。
歴史上、サウスオーストラリア州の一部分であるマスグレーヴ山脈に対するピチャンチャチャラ族の無条件土地相続権は1981年アナング＝ピチャンチャチャラ＝ヤンクニチャチャラ土地所有権法により正式に認められている。

## 鉱物調査
失業率の高さに立ち向かう為、ピチャンチャチャラ族の長老らはピチャンチャチャラ族の領土の中で雇用率の増加と雇用の機会を得ようとしている。その為、取り分け鉱物調査会社は白金や金、ウラン、銀、銅、剰え石油までもが数多眠っているであろうこの地域で儲けたいが為にピチャンチャチャラ族との業務協力の可能性を議論する機会を窺っている。
ここら辺一帯はオーストラリアでも最大のアボリジニ土地保有区であり、1981年アナング＝ピチャンチャチャラ＝ヤンクニチャチャラ土地所有権法制定以来、現代鉱山学的技術が適用されない。